# 赤松佳音
赤松 佳音（あかまつ かのん、1979年8月24日 - ）は、日本の歌手。東京都出身。国立音楽大学声楽学科卒。同大大学院声楽専攻中退。血液型はB型。夫は、漫画家・政治家の赤松健。

## 人物
- 2006年に公開したブログ“ナナヒカリ”が、夫で漫画家の赤松のファン層を中心に話題となり、以後人気ブロガー・タレントとなった。
- ブログの内容は漫画家の妻として夫を支える日常から、料理やお弁当、メイド服をはじめ諸々のコスプレをして家事をする姿が中心であった。
- 趣味はコスプレ・紅茶・ガーデニング・グランドハープなど。
- 好きな食べ物はフォアグラ・生春巻き。
- 絶対音感の持ち主であったが、大学生の時に音楽を全てドレミで判別しているせいで表現の自由さが失われている事を教師に指摘され、挫折を味わう。以降、「音楽はドレミではなく波である」と自己暗示をかけ克服。現在ではピアノの音と、ごくわかりやすい音のみを判別できる状態であるという。
- 夫である赤松によると、『魔法先生ネギま!』のヒロイン「神楽坂明日菜」のモデルは妻であるとのこと[1]。
- 高所恐怖症のため、30階のタワーマンションと別に家を借りており、借家を実家にしている[2]。

## 活動
- 2007年7月27日　☆ナナヒカリ☆ツアーズ2007〜5th ウエディングパーティー〜を開催。
- 2007年8月8日　夫の赤松と共に世界バリバリ★バリューに出演。
- 2007年8月19日　写真集「NANAHIKARI☆まるごと一冊赤松佳音」を発売。
- 2007年9月27日　ソロデビューシングル「それが、かのん流！」を発売。
- 2008年1月25日　株式会社プリンセスドールの代表取締役に就任。
- 2008年11月　株式会社TRAFFIC STAGEのマネージメントによりタレント活動を開始、翌2009年4月30日にタレントマネージメントを終了。
- 2009年8月31日　スタジオプリンセスドール閉店。
- 2009年12月1日　ありえへん世界に夫の赤松と共にコスプレ夫婦として出演し、自身のアメブロは文化人ランキングで2位を獲得。

## メディア

### テレビ番組
- 世界バリバリ★バリュー（MBS制作・TBS系列、2007年・2008年）
- ありえへん世界（テレビ東京）

### 雑誌
- サイゾー2007年9月号（サイゾー）
- MOURA（講談社）
- メカビ2007年秋号（講談社）
- 日刊サイゾー（サイゾー）
- 週刊SPA（扶桑社）
- FRIDAY増刊 フライデースペシャル 2009年 12/21号（講談社）

### 音楽
- デビューシングル『それがかのん流！』作詞・振り付け

### イベント
- ☆ナナヒカリ☆ツアーズ2007〜5th ウエディングパーティー＠渋谷DUO MUSIC EXCHANGE 自主企画・出演

### 写真集
- 「NANAHIKARI☆まるごと一冊赤松佳音」

### ラジオ
- ヲタメシ（ポッドキャストラジオ）ゲスト出演